# Shecheng
Shecheng (kinesiska: 社城, 社城镇) är en köping i Kina. Den ligger i provinsen Shanxi, i den norra delen av landet, omkring 82 kilometer sydost om provinshuvudstaden Taiyuan. Antalet invånare är 6 546. Befolkningen består av 3 026 kvinnor och 3 520 män. Barn under 15 år utgör 16,0 %, vuxna 15-64 år 73 %, och äldre över 65 år 10,0 %.
Genomsnittlig årsnederbörd är 676 millimeter. Den regnigaste månaden är juli, med i genomsnitt 238 mm nederbörd, och den torraste är december, med 3 mm nederbörd.